# Comté de Sutherland

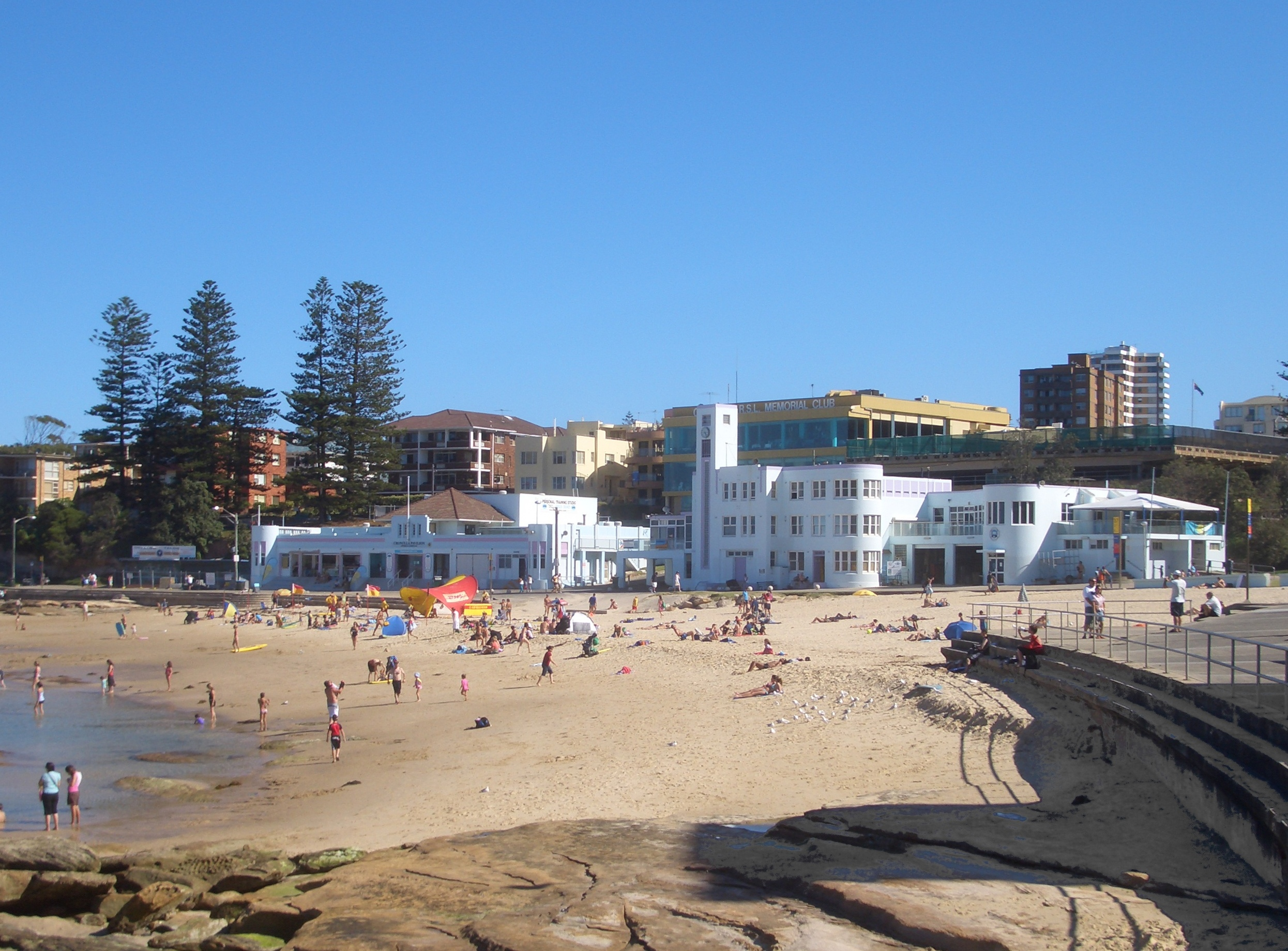
Cronulla Beach.

Le comté de Sutherland (en anglais : Sutherland Shire) est une zone d'administration locale située dans l'agglomération de Sydney, dans l'État de Nouvelle-Galles du Sud, en Australie.

## Géographie
Le comté s'étend sur un territoire de 370 km2 au sud de l'agglomération de Sydney. Il s'ouvre largement à l'est sur la mer de Tasman et notamment avec les baies Botanique et Bate.

### Quartiers
| - Alfords Point - Audley - Bangor - Barden Ridge - Bonnet Bay - Bundeena - Burraneer - Caringbah - Caringbah South - Como | - Cronulla - Dolans Bay - Engadine - Grays Point - Gymea - Gymea Bay - Heathcote - Illawong - Jannali - Kangaroo Point | - Kareela - Kirrawee - Kurnell - Lilli Pilli - Loftus - Lucas Heights - Maianbar - Menai - Miranda - Oyster Bay - Port Hacking | - Sandy Point - Sutherland - Sylvania - Sylvania Waters - Taren Point - Waterfall - Woolooware - Woronora - Woronora Heights - Yarrawarrah - Yowie Bay |

## Histoire
Les premiers habitants de la région appartenaient au peuple aborigène  Dharawal, présents depuis au moins 8 500 ans. 
Le 29 avril 1770, l'expédition menée par James Cook lors de son premier voyage découvre Botany Bay et explore la péninsule de Kurnell au sud, avant de quitter les lieux le 6 mai suivant. Au cours de leur bref séjour, un marin écossais du nom de Forbes Sutherland meurt de tuberculose. En son honneur, Cook nomme le point nord-ouest de la péninsule Sutherland Point.
À la recherche d'un nouveau lieu pour y déporter des condamnés depuis la Grande-Bretagne, la First Fleet sous l'autorité d'Arthur Phillip explore la baie Botanique et jette l'ancre sur la péninsule de Kurnell le 18 janvier 1788 mais ne trouve aucun site convenable.
En 1815, James Birnie, un commerçant, est le premier propriétaire foncier à s'installer à Kurnell sur un terrain de 700 acres (280 hectares).
Le développement de la région se poursuit au cours du XIXe siècle et des localités telles que Como, Cronulla, Illawong ou Yowie Bay deviennent populaires comme lieu de villégiature. En 1885, une ligne de chemin de fer est ouverte pour la relier à Sydney et une gare est construite, qui reçoit le nom de « Sutherland », en l'honneur de John Sutherland, ancien ministre des travaux publics et promoteur du développement du rail. Une forme de gouvernement local volontaire est tentée en 1888, mais le maintien de l'ordre public continue d'être assuré par l'administration de Liverpool jusqu'en 1905. Cette année-là, une loi dispose que l'ensemble de la Nouvelle-Galles du Sud sera divisée en comtés. Le 6 mars 1906, le gouverneur de l'État, Harry Rawson, choisit le nom de « Sutherland » pour le nouveau comté et fixe ses limites. À l'époque, il abrite 1 600 habitants.

## Démographie
| 2001    | 2006    | 2011    | 2016    | 2021    |
| ------- | ------- | ------- | ------- | ------- |
| 202 158 | 205 448 | 210 863 | 218 464 | 230 211 |

## Politique et administration
Le comté comprend cinq subdivisions appelées wards. Le conseil municipal comprend quinze membres élus, à raison de trois par ward, pour un mandat de quatre ans, qui à leur tour élisent le maire pour deux ans. Les dernières élections ont eu lieu le 4 décembre 2021.

### Composition du conseil
| Élections | Parti travailliste | Parti libéral | Indépendants |
| --------- | ------------------ | ------------- | ------------ |
| 2016      | 7                  | 7             | 1            |
| 2021      | 5                  | 8             | 2            |

### Liste des maires
| Période                                  | Période        | Identité      | Étiquette   | Qualité |
| ---------------------------------------- | -------------- | ------------- | ----------- | ------- |
| Les données manquantes sont à compléter. |                |               |             |         |
| 28 septembre 2015                        | septembre 2020 | Carmelo Pesce | Libéral     |         |
| 21 septembre 2020                        | janvier 2022   | Steve Simpson | Indépendant |         |
| janvier 2022                             | en cours       | Carmelo Pesce | Libéral     |         |

La zone est rattachée aux circonscriptions de Cook et Hughes pour les élections fédérales et à celles de Cronulla, Heathcote et Miranda pour les élections à l'Assemblée législative de Nouvelle-Galles du Sud.